# Julius Bahnsen
Julius Friedrich August Bahnsen, född 30 mars 1830 och död 7 december 1881, var en tysk filosof.
Bahnsen sammansmälte tankar från Schopenhauers viljefilosofi och Hegels dialektik till en egenartad, tragisk "realdialektik", som finner söndring och motsägelse djupast i världens och varelsernas väsen. E. Horneffer har jämställt honom med tragedidiktaren Friedrich Hebbel, och hans märgfulla filosofiska prosa bjuder likheter med både Schopenhauser och Nietzsches. Hans mest kända verk är Beiträga zur Charakterologie (1867), Das Tragische als Weltgesetz (1877) och främst Der Widerspruch im Wissen und Wesen der Welt (2 band, 1880-82).